# Férin
Férin – miejscowość i gmina we Francji, w regionie Hauts-de-France, w departamencie Nord.
Według danych na rok 1990 gminę zamieszkiwało 1391 osób, a gęstość zaludnienia wynosiła 252 osób/km² (wśród 1549 gmin regionu Nord-Pas-de-Calais Férin plasuje się na 457. miejscu pod względem liczby ludności, natomiast pod względem powierzchni na miejscu 634.).